# 回路網熱力学
回路網熱力学（かいろもうねつりきがく、Network thermodynamics）とは、生物などの非平衡熱力学的な系に電気回路網解析を応用する理論的研究分野である。物理化学者アーロン・カツィール（カチャルスキー）らにより提唱された。
一般に、熱力学的な「力」（例えば電位差）により「流れ」（例えば電流）が生じ、力と流れの積が「パワー」（電力あるいは仕事率）の次元を有するように定式化することができる。このパワーの系全体での和が0になるというテレゲンの定理も成り立つ。これは系の線形性の有無などの性質によらない。このように電気回路網も非平衡熱力学系の一種であり、電気回路網の理論を一般の熱力学系に拡張しようとするのが回路網熱力学である。